# Vias
Vias é uma comuna francesa na região administrativa de Occitânia, no departamento de Hérault. Estende-se por uma área de 32,49 km². Em 2010 a comuna tinha 5 800 habitantes (densidade: 178,5 hab./km²).